# Pieter Jacob Harrebomée
Pieter Jacob Harrebomée (Heemstede, 26 juni 1809 - Utrecht, 22 december 1888) was een Nederlands taalkundige, die in 1860 het tot op heden compleetste overzicht publiceerde van de Nederlandse zegswijzen en spreekwoorden: Spreekwoordenboek der Nederlandsche taal.
Het werk bestaat uit drie delen en werd uitgegeven bij Kemink & Zoon te Utrecht in afleveringen, die verschenen tussen 25 oktober 1853 en 2 juni 1869.
Het werk omvat circa 42.500 spreekwoorden en werd in 1990 in 3 delen opnieuw uitgegeven en in 2008 door De Digitale Bibliotheek voor de Nederlandse Letteren gedigitaliseerd.
Censuur in spreekwoordenboek Harrebomee